# Espai mesurable
Un espai mesurable o espai de Borel (no confondre amb σ-àlgebra de Borel) és un parell ordenat {\displaystyle \left(\Omega ,{\mathcal {B}}\right)} format per un conjunt Ω i una σ-àlgebra {\displaystyle {\mathcal {B}}} sobre Ω.
En teoria de la probabilitat, el conjunt Ω s'anomena l'univers i els elements de {\displaystyle {\mathcal {B}}} s'anomenen els esdeveniments (en particular, {\displaystyle \Omega } s'anomena l'esdeveniment cert, i {\displaystyle \emptyset } s'anomena l'esdeveniment impossible).

## Exemples
- Sigui Ω un univers qualsevol; {\displaystyle \left(\Omega ,{\mathcal {P}}(\Omega )\right)}, on {\displaystyle {\mathcal {P}}(\Omega )} és el conjunt de les parts de Ω, és un espai mesurable. Aquest exemple és important, ja que si Ω és finit o numerable llavors la σ-àlgebra engendrada pels esdeveniments elementals és igual a {\displaystyle {\mathcal {P}}(\Omega )}.

- Sigui Ω un univers qualsevol; {\displaystyle \left(\Omega ,\{\emptyset ,\Omega \}\right)} és un espai mesurable ({\displaystyle \{\emptyset ,\Omega \}} és la σ-àlgebra trivial).

- Quan Ω és un espai topològic, s'utilitza freqüentment l'espai mesurable {\displaystyle \left(\Omega ,{\mathcal {B}}\right)}, on {\displaystyle {\mathcal {B}}} és la σ-àlgebra de Borel sobre Ω.

En la pràctica, l'univers Ω es defineix en funció de l'experiment aleatori {\displaystyle {\mathcal {E}}} efectuat, i la σ-àlgebra s'escull en funció dels esdeveniments concernits pel problema.
Si es decideix treballar en la σ-àlgebra trivial, no es pot considerar més que l'esdeveniment cert i l'esdeveniment impossible. Quan l'univers és finit o enumerable, s'escull més sovint la σ-àlgebra discreta: {\displaystyle {\mathcal {P}}(\Omega )}.
En anàlisi, el terme «esdeveniment» té per a sinònim «part mesurable», o també «conjunt mesurable».
Quan, sobre un espai mesurable, es defineix una mesura, l'espai mesurable esdevé un espai de mesura (o un espai de probabilitat en el cas particular d'una mesura de probabilitat).

## Ambigüetat amb els espais de Borel
S'utilitza el terme espai de Borel per diferents tipus d'espais mesurables. Pot fer referència a
- qualsevol espai mesurable, és a dir ser un sinònim d'espai mesurable tal com s'ha definit més amunt o[1]
- un espai mesurable que és Borel-isomòrfic a un subconjunt mesurable dels nombres reals (com abans amb la {\displaystyle \sigma }-àlgebra de Borel)[3]